# Павук (фільм)
Павук (англ. Spider) — канадська драма 2002 року.

## Сюжет
Денніс Клег на прізвисько «Павук» отримав у дитинстві глибоку психічну травму і пробув у психіатричній лікарні двадцять років. Вийшовши з неї, він оселився в пансіонаті недалеко від того місця, де пройшло його дитинство. Клег хоче розібратися в своїй сплутаній свідомісті, відновити події давно минулих днів дитинства і, нарешті, зрозуміти й усвідомити, що ж трапилося з ним насправді.

## У ролях
| Актор             | Роль               |
| ----------------- | ------------------ |
| Ральф Файнс       | Павук              |
| Міранда Річардсон | Івонн / місіс Клег |
| Гебріел Бірн      | Білл Клег          |
| Лінн Редгрейв     | місіс Вілкінсон    |
| Джон Невілл       | Терренс            |
| Бредлі Голл       | Павук, хлопчик     |
| Гері Райнеке      | Фредді             |
| Філіп Крейг       | Джон               |
| Кліфф Сондерс     | Боб                |
| Тара Елліс        | Нора               |
| Сара Стокбрідж    | Гледіс             |
| Артур Вайброу     | Ерні               |